# ヒール・ホップ
ヒール・ホップ（英: Heel Hop）はダンス・エクササイズの一種であり、ハイヒールを履きながら行うことを特徴とする。この体系は“ヒールの女王”ことカミラ・バレット（Kamilah Barrett）が編み出したものであり、ハイヒールを履いている時に起こりがちな靴まわりのトラブルに強くなれるよう、女性の姿勢と体力を改善することを目指している。
このトレーニングは KTLA、『オーストラリア・トゥデイ』などいくつかのテレビ番組で取り上げられた。また『ウォール・ストリート・ジャーナル』と『ハフィントン・ポスト』でも取り上げられた。

## 歴史
このトレーニング方法は、ヒール靴を履いている時の体力と姿勢を改善しようといういくつかの要因から編み出された。このトレーニングを考案したカミラ・バレットは、振付師でもあり、フィットネス・インストラクターとして認定も受けている。振付師としては、プリンス、フロー・ライダー、50セントなどと仕事を共にしている。
カミラ・バレットは、ヒール靴のつらさの主な原因は女性の姿勢と体力にあると考え、このレッスンを始めた。彼女はまた、米国やその他の国でも大きな問題になりつつあるヒールの安全性についても調査した。アメリカ足病学協会 (American Podiatric Medical Association) によると、女性のうち 42% は、気に入った靴を履きづらいものであっても無理に使っている。さらに米国の女性のうち 73% は、靴にまつわる足のトラブルを抱えている。クイーンズランド州のグリフィス大学およびフィンランドのユヴァスキュラ大学による他の調査では、腱の変型が疲労と肉離れをもたらすと報告している。
このトレーニングは今のところアメリカ市場をターゲットとしているものの、DVD のセールスやニュースでの報道によって、オーストラリアなど他国でも知られるようになった。

## 概略
このトレーニングは、衝撃の少ない運動による腹まわり・腰まわりの強化 (core stability) に焦点を当てており、それが結果的に姿勢の改善と、靴のつらさの緩和につながる。
この全身トレーニングは60分以上かかり、内容としては初歩的な振り付けと、筋緊張運動からなる。これにより、腹、腰、尻、脚の筋肉が鍛えられ、ヒール靴を履いた時のバランス感覚が養われる。
このトレーニングは3部構成になっており、それぞれ "Core"、"Comfort"、"Confidence" となっている。"Core" では、お腹を温めるためにいくつかの床運動が行われる。次の "Comfort" では、スクワット、脚上げ、ふくらはぎ上げ、バレエといった、より激しい運動に焦点を当てる。最後の "Confidence" では、より振り付け的な要素を中心に、基本的なダンス運動が全般に行われる。